# 中村裕 (実業家)
中村 裕（なかむら ゆたか、1940年 - ）は、日本の実業家。東京都出身。ロイヤルパークホテル社長、社団法人日本ホテル協会会長等。

## 略歴
- 1963年 - 明治大学政治経済学部卒業、東京ヒルトンホテル入社
- 1982年 - 副総支配人
- 1984年 - 支配人
- 1987年 - 総支配人
- 1988年 - 三菱地所に移籍と同時にロイヤルパークホテルへ出向、総支配人に就任
- 1995年 - 三菱地所常務取締役、ロイヤルパークホテル代表取締役社長総支配人に就任
- 2000年 - 三菱地所株式会社常務取締役、ロイヤルパークホテルズアンドリゾーツ代表取締役社長を兼任、国土交通大臣表彰受賞
- 2005年 - (社)日本ホテル協会会長に就任
- 2011年 - ホスピタリティ ツーリズム専門学校校長に就任
- 2014年 - Colours International会長に就任[1]

## テレビ番組
- 日経スペシャル ガイアの夜明け 不況の荒波に上陸～外資系高級ホテルVS日本勢～（2009年3月31日、テレビ東京）[2]。- 地元との共存共栄を取材。

## 書籍

### 著書
- 『ホテルでの英語 一流ホテル自由自在』（1982年3月1日、ベストセラーズ ワニ文庫）ISBN 9784584004616
  - 『しゃべれない人のホテルでの英語 一流ホテル自由自在』（1986年7月1日、ベストセラーズ ワニ文庫）ISBN 9784584300732
- 『ホテルの基本は現場にあり！』（2010年2月18日、柴田書店）ISBN 9784388153190
- 『理想のホテルを追い求めて ロイヤルパークホテル和魂洋才のおもてなし』（共著者:富田昭次）（2014年4月1日、オータパブリケイションズ）ISBN 9784903721439